# Катаро-коморские отношения
Катаро-коморские отношения — двусторонние дипломатические отношения между Катаром и Коморскими островами.

## Дипломатические представительства
Катар открыл посольство в Морони в 2014 году. Первый посол страны на Коморских островах, Мубарак бин Абдулрахман Аль Нассер, вручил верительные грамоты президенту Коморских островов в ноябре 2014 года.
Коморские острова имеют посольство в Дохе. Они назначили своего первого посла в Катаре Хаджи Абдаллаха Абдулхамида в январе 2014 года. Его полномочия закончились в январе 2016 года.
Катар выслал представителей Коморских островов в стране 19 июня 2017 года после разрыва отношений с Дохой, дав им 48 часов на то, чтобы покинуть страну.

## Государственные визиты
22 апреля 2010 года эмир Хамад бин Халифа Аль Тани стал первым главой арабского государства, посетившим Коморские острова с официальным визитом. Во время визита он предложил правительству Коморских островов 20 миллионов евро для выплаты заработной платы гражданским служащим. Президент Ахмед Самби подтвердил, что деньги были перечислены в центральный банк Коморских островов в мае 2010 года.

## Дипломатическое сотрудничество

### Катарский дипломатический кризис
7 июня 2017 года Коморские острова разорвали связи с Катаром. Вскоре после этого в столице Коморских островов Морони прошли демонстрации протеста против этого решения. Пять членов «Ассоциации дружбы Коморские острова — Катар» были арестованы коморскими властями 19 июня, но через 24 часа их отпустили. Бывший президент Комор Ахмед Самби осудил решение о разрыве связей, заявив, что Катар является «дружественной страной».

### Помощь и инвестиции
В марте 2010 года в Катаре прошла конференция, на которой арабские спонсоры обещали выделить 540 миллионов долларов на развитие Коморских островов. Организации, базирующиеся в Катаре, пообещали выделить 200 миллионов долларов на развитие Коморских островов. После конференции, в апреле 2010 года, Katara Hospitality, принадлежащая правительству, подписала соглашение с правительством Коморских островов о строительстве на островах отеля-курорта стоимостью 70 миллионов долларов.
На встрече, проведённой Арабским комитетом по развитию и инвестициям на Коморских островах в феврале 2011 года, Katara Hospitality заявила, что она реализует проекты на сумму 10 млн катарских риалов, и сообщила, что в ближайшие годы пожертвует ещё 55 млн риалов на проекты социального развития, образования и здравоохранения.
Благотворительный фонд Jassim and Hamad bin Jassim Charitable Foundation объявил, что в 2011 году построит больницу в Ндзуани стоимостью 37 миллионов долларов. Кроме того, в сентябре 2014 года организация открыла культурный комплекс на Коморских островах стоимостью 4 млн риалов. Планировалось, что в комплексе будут присутствовать арабские и местные коморские архитектурные элементы.
После разрыва связей Коморских островов с Катаром в июне 2017 года местные СМИ сообщили, что две местные катарские благотворительные организации, RAF и Qatar Charity, приостанавливают свою деятельность в стране. В сообщениях также утверждалось, что строительство больницы в Ндзуани стоимостью 37 миллионов долларов было на время приостановлено. Предполагалось, что прекращение благотворительной деятельности Катара было ответной мерой на присоединение Коморских островов к квартету под руководством Саудовской Аравии в их дипломатическом противостоянии.